# J to tha L-O!: The Remixes
J to tha L-O!: The Remixes (en español J a esa L-O!: Los Remixes) es un álbum de remezclas de la cantante estadounidense Jennifer Lopez, lanzado en los Estados Unidos el 5 de febrero de 2002 por la discográfica Epic Records. El disco contiene remezclas de algunas de las canciones de sus dos primeros álbumes de estudio, On the 6 (1999) y J.Lo (2001). También contiene un contenido explícito y se le colocó en la carátula una etiqueta de Parental Advisory. Obtuvo críticas mixtas por parte de los críticos, como sea el álbum llegó a la cima del Billboard 200, siendo el primer álbum en la historia que se colocó en esa posición, siendo el tercer álbum de remixes más vendido mundialmente después de los discos de Madonna Ciccone y de Michael Jackson.[cita requerida]
El disco tuvo una buena recepción comercial a nivel mundial. En los Estados Unidos, debutó en la cima del conteo Billboard 200 con 156 000 copias vendidas, siendo el primer álbum de remezclas en vender dicha cantidad. Además, fue condecorado con un disco de platino por la RIAA. Alcanzó la posición cuarta de la lista UK Albums Chart del Reino Unido, siendo el segundo álbum mejor posicionado de la intérprete en dicho país, después de J.Lo (2001). También entró en el top 10 de las listas musicales de Alemania, Bélgica, Irlanda, Nueva Zelanda y los Países Bajos. El remix de Ain't It Funny por Murder Inc resultó en un completo éxito crítico y comercial, siendo alabado por su ritmo estruendoso y la química entre López y Ja Rule, mientras que consiguió posicionarse en la cima de la lista Billboard Hot 100 por 6 semanas consecutivas.

## Antecedentes y composición
Tras el éxito comercial de su segundo álbum de estudio, J.Lo de 2001, López y la discográfica Epic Records anunciaron que tenían planes de lanzar un álbum de remezclas. El 18 de diciembre de 2001, MTV News informó que la intérprete se había asociado con el también cantante Ja Rule y otros artistas para su álbum de remezclas, que sería publicado en febrero de 2002.
Su exnovio Sean Combs fue el artista colaborador y productor de la canción «Feelin So Good» en su nueva versión para el disco. «Alive» es una balada escrita especialmente para la película de suspenso Nunca más de 2002, para la cual López era la protagonista; la canción habla de no volver a tener miedo. Track Masters realizó una remezcla de la canción «I'm Gonna Be Alright», la cual cuenta con las voces de Nas y 50 Cent en distintas versiones. López y su discográfica escogieron para la versión en radios de la canción a Nas, debido a que esta tenía una gran popularidad en las listas musicales, lo que hizo que 50 Cent se sintiera mal, aunque este era un artista que apenas estaba comenzando en ese entonces. Durante la grabación de «Ain't It Funny», Ashanti dijo:

"Todo el mundo estaba allí en la grabación de la canción [«Ain't It Funny»], Ja Rule estaba jugando videojuegos en el suelo. Chris Gotti, hermano de Irv Gotti, dijo que: "Se supone que Ja [Rule] debería de estar en la composición del disco junto a Lopez, pero por lo visto él no va a hacer nada esta noche, ¿porque no vas allí y ves lo que está pasando?". Eso fue lo que hice".

## Recepción

### Comentarios de la crítica
J to tha L-O!: The Remixes recibió críticas mixtas. Dele Fadele de NME dijo: «aunque Lopez no es Salvador Dalí,  sigue siendo una artista pop consagrada del momento [...] no va a ganar premios por sus acrobacias vocales, pero su registro encaja muy bien en este disco de remezclas». William Ruhlmann de Allmusic lo llamó «colección de cachivaches», agregando que: «Lopez tiende a sonar mejor en ritmos más movidos que en lentos, pero este [J to tha L-O!: The Remixes] no tiene suficiente potencial de voz a comparación de sus anteriores trabajos discográficos».

### Rendimiento comercial
J to tha L-O!: The Remixes tuvo una buena recepción comercial a nivel mundial. En los Estados Unidos, debutó en el número uno de la lista Billboard 200 con 156 000 copias legales vendidas, siendo el primer álbum de remezclas en vender dicha cantidad en su semana debut, hasta que en 2011, Justin Bieber rompiera dicho récord con su álbum de remezclas Never Say Never: The Remixes, al vender en su primera semana de lanzamiento 165 000 copias y posicionarse en el número uno del Billboard 200. A su segunda semana, descendió a la posición tres con 134 000 copias vendidas, mientras que a su tercera semana, alcanzó nuevamente la cima de la lista estadounidense con ventas de 104 000 copias. Además, recibió una certificación de disco de platino por la RIAA, por vender más de un millón de copias legales en dicho país. Para octubre de 2010, había vendido más de 1 496 000 copias en el país, siendo el cuarto álbum más vendido allí.
En Europa, el disco tuvo una buena recepción comercial. En Francia, debutó en la posición veintisiete de la lista French Albums Chart y a la tercera semana de entrar en dicha lista, alcanzó su máxima posición en el lugar catorce. En Bélgica, tuvo un buen rendimiento en sus dos regiones: en la región flamenca alcanzó la posición número ocho del conteo Ultratop 50, mientras que en la región valona llegó al número nueve.

## Lista de canciones
- Edición estándar

| J to tha L-O!: The Remixes |                                                               | |          |  |
| N.º                        | Título                                                        | Escritor(es) | Duración |  |
| 1.                         | «Love Don't Cost a Thing» (RJ Schoolyard Mix) (con Fat Joe)   | Damon Sharpe, Greg Lawson, Georgette Franklin, Jeremy Monroe, Amille Harris, Joe Cartagena                       | 4:18     |  |
| 2.                         | «Ain't It Funny» (Murder Remix) (con Ja Rule y Caddillac Tah) | Jennifer Lopez, Rooney, Irving Lorenzo, 7, Ja Rule, Caddillac Tah                                                | 3:49     |  |
| 3.                         | «I'm Gonna Be Alright» (Track Masters Remix) (con Nas)        | López, Rooney, Troy Oliver, Lorraine Cheryl Cook, Ronald LaPread, Jean-Claude Olivier, Samuel Barnes             | 3:53     |  |
| 4.                         | «I'm Real» (Murder Remix) (con Ja Rule)                       | López, Oliver, Rooney, L.E.S., Jeffrey Atkins, Lorenzo, Rick James                                               | 4:18     |  |
| 5.                         | «Walking on Sunshine» (Metro Remix)                           | López, Mario Winans, Sean Combs, Michael Jones, Jack Knight, Karen Anderson, Adonis Shropshire, Mechalie Jamison | 5:50     |  |
| 6.                         | «If You Had My Love» (Dark Child Master Mix)                  | Rodney Jerkins, LaShawn Daniels, Rooney, Fred Jerkins III                                                        | 4:11     |  |
| 7.                         | «Feelin' So Good» (Bad Boy Remix) (con P. Diddy and G. Dep)   | Rooney, López, Christopher Rios, Cartagena, Combs, Steven Standard                                               | 4:27     |  |
| 8.                         | «Let's Get Loud» (Pablo Flores Remix)                         | Gloria Estefan, Kike Santander                                                                                   | 5:29     |  |
| 9.                         | «Play» (Sack International Remix)                             | Anders Bagge, Arnthor Birgisson, Christina Milian, Rooney                                                        | 4:18     |  |
| 10.                        | «Waiting for Tonight» (Hex's Momentous Radio Mix)             | Maria Christensen, Michael Garvin, Phil Temple                                                                   | 4:32     |  |
| 11.                        | «Alive»                                                       | López, Cris Judd, Rooney                                                                                         | 4:40     |  |

- Edición europea

| J to tha L-O!: The Remixes |                                                  |          |  |
| N.º                        | Título                                           | Duración |  |
| 1.                         | «Si Ya Se Acabó» (Radio Remix)                   | 3:33     |  |
| 2.                         | «Que Ironía» (Tropical Dance Remix)              | 3:48     |  |
| 3.                         | «Una Noche Más» (Pablo's Miami Remix)            | 4:05     |  |
| 4.                         | «No Me Ames» (Tropical Remix) (con Marc Anthony) | 5:02     |  |

## Posicionamiento en listas

### Semanales
| País              | Lista                   | Mejor posición |
| ----------------- | ----------------------- | -------------- |
| Alemania          | German Albums Chart     | 5              |
| Australia         | Australian Albums Chart | 11             |
| Austria           | Austrian Albums Chart   | 11             |
| Bélgica (Flandes) | Belgian Albums Chart    | 8              |
| Bélgica (Valonia) | Belgian Albums Chart    | 9              |
| Estados Unidos    | Billboard 200           | 1              |
| Estados Unidos    | R&B/Hip-Hop Albums      | 1              |
| Francia           | French Albums Chart     | 14             |
| Irlanda           | Irish Albums Chart      | 6              |
| Japón             | Japanese Albums Chart   | 44             |
| Nueva Zelanda     | NZ Albums Chart         | 3              |
| Países Bajos      | Dutch Albums Chart      | 5              |
| Polonia           | Polish Albums Chart     | 16             |
| Reino Unido       | UK Albums Chart         | 4              |
| Suecia            | Swedish Albums Chart    | 39             |
| Suiza             | Swiss Albums Chart      | 14             |

### Anuales
| País              | Lista                | Posición |
| 2002              | 2002                 | 2002     |
| ----------------- | -------------------- | -------- |
| Bélgica (Flandes) | Belgian Albums Chart | 48       |
| Bélgica (Valonia) | Belgian Albums Chart | 72       |
| Estados Unidos    | Billboard 200        | 49       |
| Estados Unidos    | R&B/Hip-Hop Albums   | 48       |
| Francia           | French Albums Chart  | 97       |
| Países Bajos      | Dutch Albums Chart   | 48       |
| Reino Unido       | UK Albums Chart      | 48       |
| Suiza             | Swiss Albums Chart   | 98       |

### Certificaciones
| País           | Organismo certificador | Certificación | Ventas certificadas | Simbolización | Ref.   |
| -------------- | ---------------------- | ------------- | ------------------- | ------------- | ------ |
| Australia      | ARIA                   | Oro           | 35 000              | ●             | [ 40 ] |
| Canadá         | CRIA                   | Platino       | 100 000             | ▲             | [ 41 ] |
| Estados Unidos | RIAA                   | Platino       | 1 000               | ▲             | [ 23 ] |
| Francia        | SNEP                   | Oro           | 100 000             | ●             | [ 42 ] |
| Nueva Zelanda  | RIANZ                  | Oro           | 7 500               | ●             | [ 43 ] |
| Reino Unido    | BPI                    | Platino       | 300 000             | ▲             | [ 44 ] |

Notas
- Las ventas requeridas en Francia para ser disco de oro eran de 100 000 copias, hasta que en 2009, la Syndicat National de l'Édition Phonographique cambiará las restricciones, disminuyéndolas a 50 000 copias requeridas para obtener dicha certificación.

## Historial de lanzamientos
| País           | Fecha                   | Edición  | Ref.   |
| -------------- | ----------------------- | -------- | ------ |
| Australia      | 5 de febrero de 2002    | Estándar | [ 45 ] |
| Estados Unidos | 5 de febrero de 2002    | Estándar | [ 1 ]  |
| Japón          | 20 de febrero de 2002   | Estándar | [ 46 ] |
| Australia      | 9 de septiembre de 2002 | Europea  | [ 47 ] |
| Canadá         | 9 de septiembre de 2002 | Europea  | [ 48 ] |
| Europa         | 9 de septiembre de 2002 | Europea  | [ 2 ]  |
| Nueva Zelanda  | 9 de septiembre de 2002 | Europea  | [ 49 ] |

## Créditos y personal
| - 50 Cent: Artista Destacado, Artista Invitado, Artista Principal - 7 Mile: Remix Productor - Julian Alexander: Dirección de Arte, Diseño - Anastacia :Artista Invitado - Karen Anderson: Compositor - J.D. Andrew: Asistente de Ingeniero - Chris Apóstol: Coordinación de Producción - Arnthor: Productor, Vocal - Jeffrey Atkins: Compositor - Anders "Bag" Bagge: Compositor, Productor, Productor Vocal - Samuel Barnes: Compositor - Tom Bender: Asistente - Arnthor Birgisson: Compositor - Caddillac Tah: Compositor, artista destacado, Artista Invitado, Artista, Artista Principal - Frank Carbonari: Diseño Gráfico - Joe Cartagena: Compositor - Maria Christensen: Compositor - Sean "Puffy" Combs: Compositor, Productor, Productor Remix - Cheryl Cook: Compositor - Tom Coyne: Mastering - Jason Dale: Asistente - LaShawn Daniels: Compositor - Eddie DeLena Edición Digital - Alec Deruggiero Remix Productor - Diddy Artista Destacado, Artista Invitado - Ashanti Douglas Vocals (Background) - Marcos Eshelman Asistente - Emilio Estefan, Jr. Productor ejecutivo, Productor - Gloria Estefan Compositor - Fat Joe Artista Destacado, artista invitado, el artista principal, Voz - Pablo Flores Remix Productor - Georgette Franklin Compositor - G. Dep Artista Destacado, Artista Invitado, Artista Principal - Michael Garvin Compositor - Humberto Gatica Arreglos de cuerda - Jay Goin Asistente de Ingeniero - Jason Goldstein Mezcla - Irv Gotti Compositor, Mezcla, Remix Productor - Jaime Gudewicz Asistente - Mick Guzauski Mezcla - Amille Harris Compositor - Hex Hector Remezcla - Ja Rule Compositor, artista destacado, Artista Invitado, Artista, Artista Principal - Curtis Jackson Rap - Rick James Compositor - Mechalie Jamison Compositor | - Fred Jenkins III Compositor - Rodney Jerkins Compositor, Productor, Productor Remix - Richie Jones Arreglista, Productor, remezcla - Cris Judd Compositor - Jon Kaplan Ingeniero - Peter Wade Keusch Ingeniero, productor de mezcla, Remix - Jack Knight Compositor - Ronald LaPread Compositor - Greg Lawson Compositor - Sheri G. Lee Dirección de Arte - Jason Lloyd Asistente - George Logios Compositor - Jennifer Lopez Compositor, Productor Ejecutivo, artista principal, Voz - Mástiles Julianne Asistente - Christina Milian Compositor - Milwaukee Buck Ingeniero - Jeremy Monroe Compositor - Troy Oliver Compositor, Productor - Jean Claude "poke" Olivier Compositor - Marty Osterer Bajo - Meter Remix Productor - Chris Poppe Product Manager - Herb Poderes Mastering - Puff Daddy Artista, Artista Principal - Ed Raso Mezcla - Tiana Ríos Asistente - Corey Rooney Compositor, Productor ejecutivo, Productor, Productor Remix - William Ross Director de orquesta, arreglos de cuerda - José R. Sánchez Asistente - Kike Santander Arreglista, Compositor, Productor - David Scheuer Ingeniero - D. Sharpe Compositor - Dan Shea Productor, Programación - Bill Smith Ingeniero - Brian Springer Ingeniero, Mezcla - Steve estándar Compositor - Jeff Taylor Productor, remezcla - Mark Taylor Productor, remezcla - Phil Temple Compositor - Tono Remix Productor - Rick Wake Arreglista, Productor - Patrick Weber Etapa Ingeniero - Kyle White Asistente - Robert Williams Asistente - Mario Winans Compositor, Productor, Productor Remix |